# Toba Sōjō

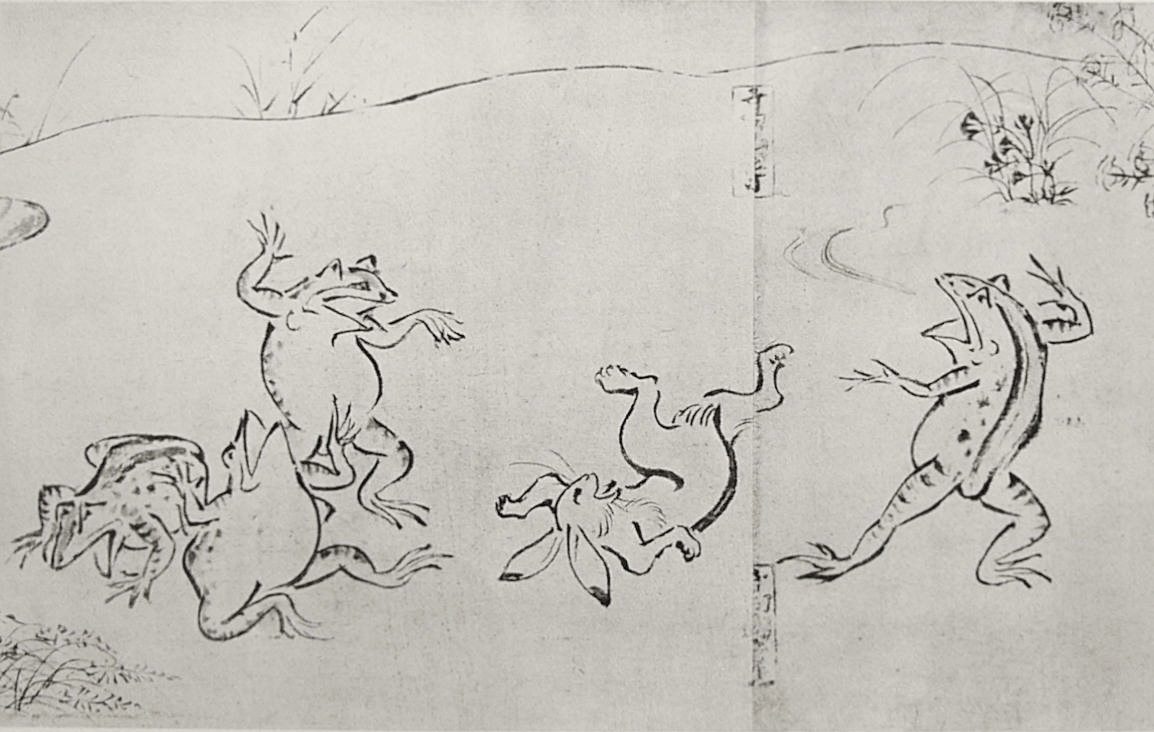
Animali che praticano sumo nel primo rotolo di Chōjū-giga

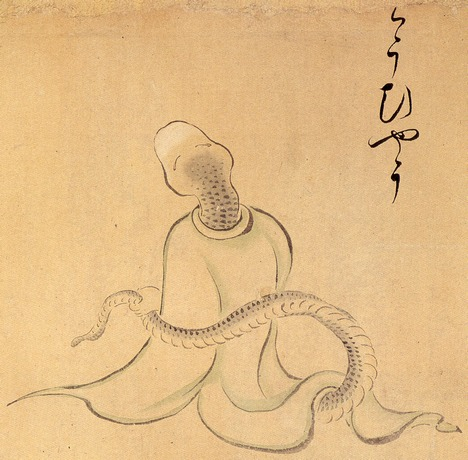
Creatura presa dal Bakemono -zukushi

Kakuyū (覚猷,  noto anche col suo nome da sacerdote, Toba Sōjō (鳥羽 僧正? sōjō di Toba); 1053 – 1140) è stato un artista giapponese, figlio di Minamoto no Takakuni.

## Biografia
Fu sommo sacerdote del Buddismo Tendai  Nel 1132 divenne sōjō (僧正? "vescovo") e poi nel 1134 dai-sōjō (大僧正? "arcivescovo"). Nel 1138 divenne il 48° zasu (座主?)  (il capo della scuola Tendai). È comunemente noto come Toba Sōjō, perché viveva a Toba nello Shō-kongō'in (証金剛院?), un tempio finanziato dalla famiglia imperiale a Kyoto.
Kakuyū si distinse sia nell'arte tradizionale buddista sia nel produrre vignette satiriche. Tra le opere a lui accreditate si cita il Fudōmyō'ō-ritsuzō custodito al Daigo-ji, un'importante bene culturale del Giappone.
Forse il più famoso lavoro attribuitogli, benché non vi siano prove certe, è il rotolo illustrato del Chōjū-giga, un tesoro nazionale del Giappone e considerato un precursore del manga moderno.
Le sue opere sono conservate nelle collezioni permanenti del Metropolitan Museum of Art e dell'University of Michigan Museum of Art.